# اسکات لوفتین
اسکات لوفتین (به انگلیسی: Scott Loftin) سناتور سابق عضو حزب دموکرات ایالات متحده آمریکا بود. وی در سال 1936 میلادی سناتور ایالت فلوریدا در سنای ایالات متحده آمریکا بود.